# Evi Romen
Evi Romen est une monteuse autrichienne, née le 26 avril 1967 à Bolzano, en Italie. Plus secondairement, elle est également scénariste et réalisatrice.

## Biographie
Evi Romen étudie à l'Académie du film de Vienne (de). Elle commence sa carrière de monteuse pour le cinéma au début des années 1990.
Elle se marie en 2014 avec le réalisateur et scénariste David Schalko (de), avec qui elle a deux filles.
En 2017, elle remporte un prix du scénario au festival Diagonale pour Hochwald, sa première réalisation, en cours de postproduction en 2020.

## Filmographie
Sauf indication contraire, les informations mentionnées dans cette section peuvent être confirmées par la base de données cinématographiques IMDb,  présente dans la section « Liens externes ».

### Comme monteuse

#### Cinéma
- 1999 : Luna Papa de Bakhtiar Khudojnazarov
- 2000 : Komm, süßer Tod de Wolfgang Murnberger
- 2009 : Bienvenue à Cadavres-les-Bains de Wolfgang Murnberger
- 2011 : Mein bester Feind (de) de Wolfgang Murnberger
- 2014 : Casanova Variations de Michael Sturminger (de)
- 2014 : The Silent Mountain d'Ernst Gossner (en)

#### Télévision
- 2005-2015 : Quatuor pour une enquête (série télévisée) de Wolf Haas - 18 épisodes
- 2010 : Sang chaud et chambre froide (téléfilm) de David Schalko (de)
- 2010 : Braunschlag (série télévisée) de David Schalko (de) - 4 épisodes

### Comme scénariste
- 2019 : M le Maudit (série télévisée)
- prévu pour 2020 : Hochwald d'elle-même

### Comme réalisatrice
- prévu pour 2020 : Hochwald

## Distinctions
Sauf indication contraire, les informations mentionnées dans cette section peuvent être confirmées par la base de données cinématographiques IMDb,  présente dans la section « Liens externes ».

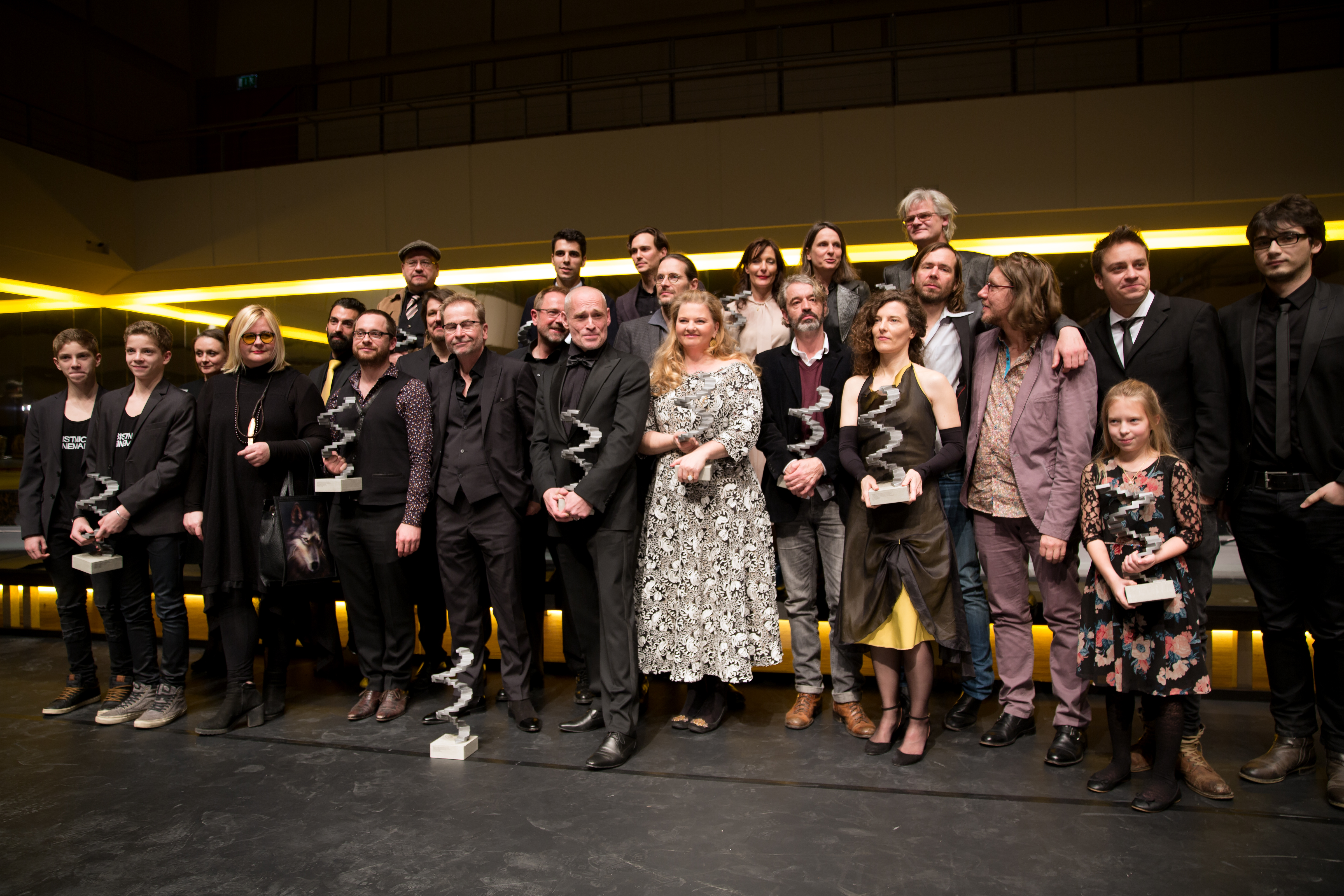
Lauréats des Prix du cinéma autrichien 2016 ; Evi Romen est située au deuxième rang, derrière la personne en robe claire.

- Festival Diagonale 2011 : Coupe Diagonale-Schnitt pour Mein bester Feind (de)[3]
- Prix du cinéma autrichien 2016 : meilleur montage pour Casanova Variations
- Festival Diagonale 2017 : meilleur scénario pour Hochwald[2]